# Please Stand By
Please Stand By is een Amerikaanse komische dramafilm uit 2017, geregisseerd door Ben Lewin en gebaseerd op het gelijknamige korte toneelstuk uit 2008 van Michael Golamco, die ook het scenario schreef. In de film spelen Dakota Fanning, Toni Collette, Alice Eve, River Alexander en Patton Oswalt en werd gedistribueerd door Magnolia Pictures. Na het spelen op verschillende filmfestivals, werd de film gelijktijdig op 26 januari 2018 theatraal en on-demand uitgebracht.

## Synopsis
Wendy is onafhankelijk en heeft een briljante geest, maar Wendy heeft ook autisme. Voor haar zijn mensen onberekenbare wezens en de wereld een verwarrende plek. Ze heeft het altijd moeilijk gehad en wil alleen maar een kans om geaccepteerd te worden, net als ieder ander. Op een dag ziet ze een spotje van Star Trek op tv met de oproep om je eigen script te schrijven en dit op te sturen naar de filmstudio. Wendy is een grote fan van Star Trek en kan ook kans maken op $100,000 dollar als je wint. Als een bezoek van haar zus Audrey niet helemaal vlekkeloos verloopt, kan Wendy niet meer haar script opsturen naar de studio. Ze loopt daarom weg uit haar beschermde wooninstelling om haar 500 pagina’s tellende Star Trek-script persoonlijk te bezorgen aan een Hollywood competitie bij Paramount Pictures in L.A..

## Rolverdeling
| Acteur                | Personage                    | Opmerkingen          |
| --------------------- | ---------------------------- | -------------------- |
| Dakota Fanning        | Wendy Welcott                | Protagoniste         |
| Toni Collette         | Scottie                      | Wendy's begeleidster |
| Alice Eve             | Audrey Welcott               | Wendy's zus          |
| River Alexander       | Sam                          | Scotties zoon        |
| Patton Oswalt         | Agent Frank                  |                      |
| Marla Gibbs           | Rose                         |                      |
| Michael Stahl-David   | Jack                         | Audrey's vriend      |
| Jessica Rothe         | Julie                        |                      |
| Tony Revolori         | Nemo                         | Wendy's collega      |
| Robin Weigert         | Agent Doyle                  |                      |
| Lara Lihiya           | Madeline                     |                      |
| Joseph A. Nunez       | Opzichter Paramount Pictures |                      |
| Madeleine Noel Murden | Jonge Audrey                 |                      |
| Farrah Mackenzie      | Jonge Wendy                  |                      |
| Blaster               | Pete                         | Wendy's chihuahua    |